# Hyundai Bayon
Hyundai Bayon ― субкомпактний кросовер, що випускається компанією Hyundai з 2021 року.

## Опис

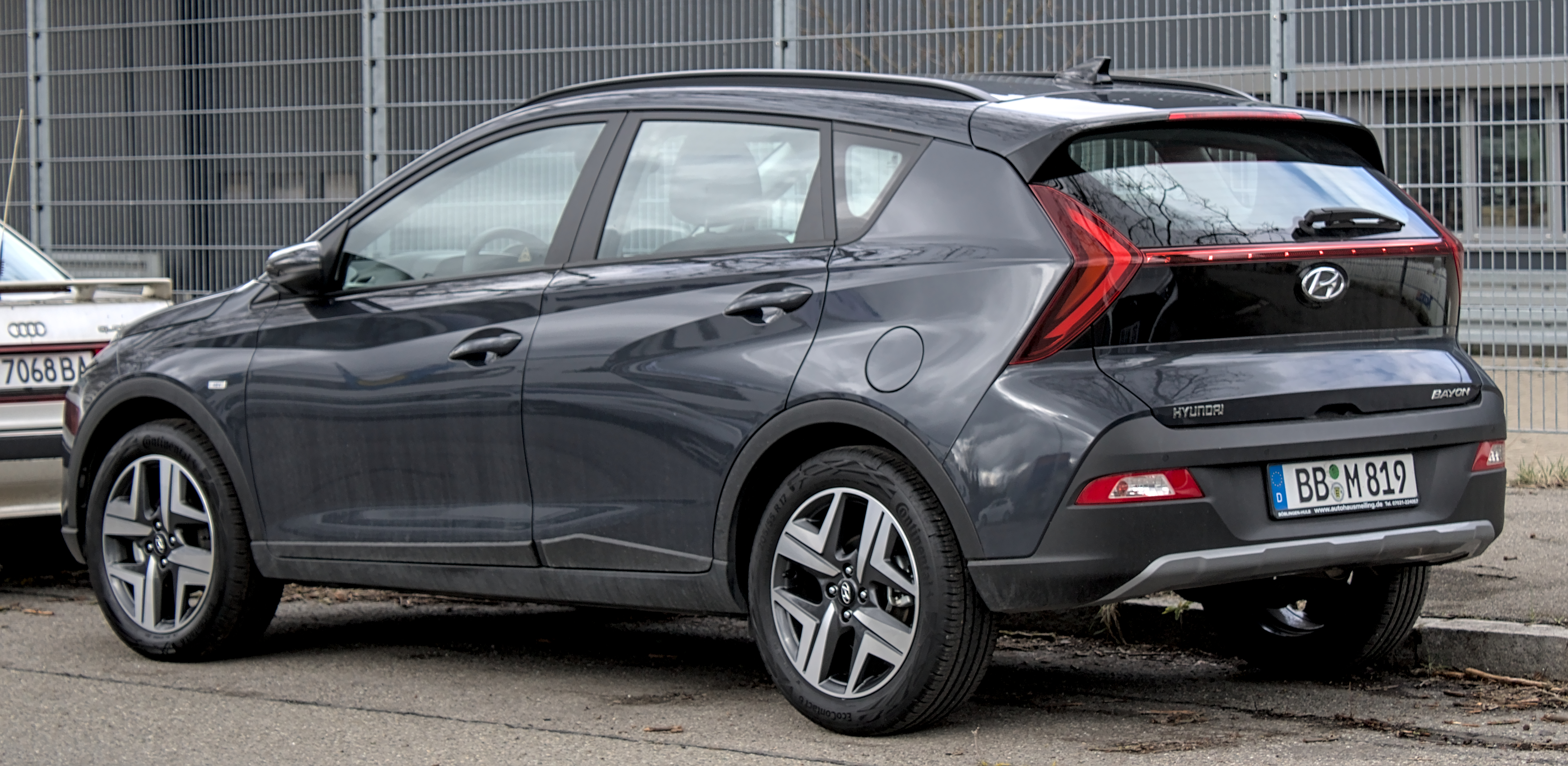
Hyundai Bayon (2021-2024)

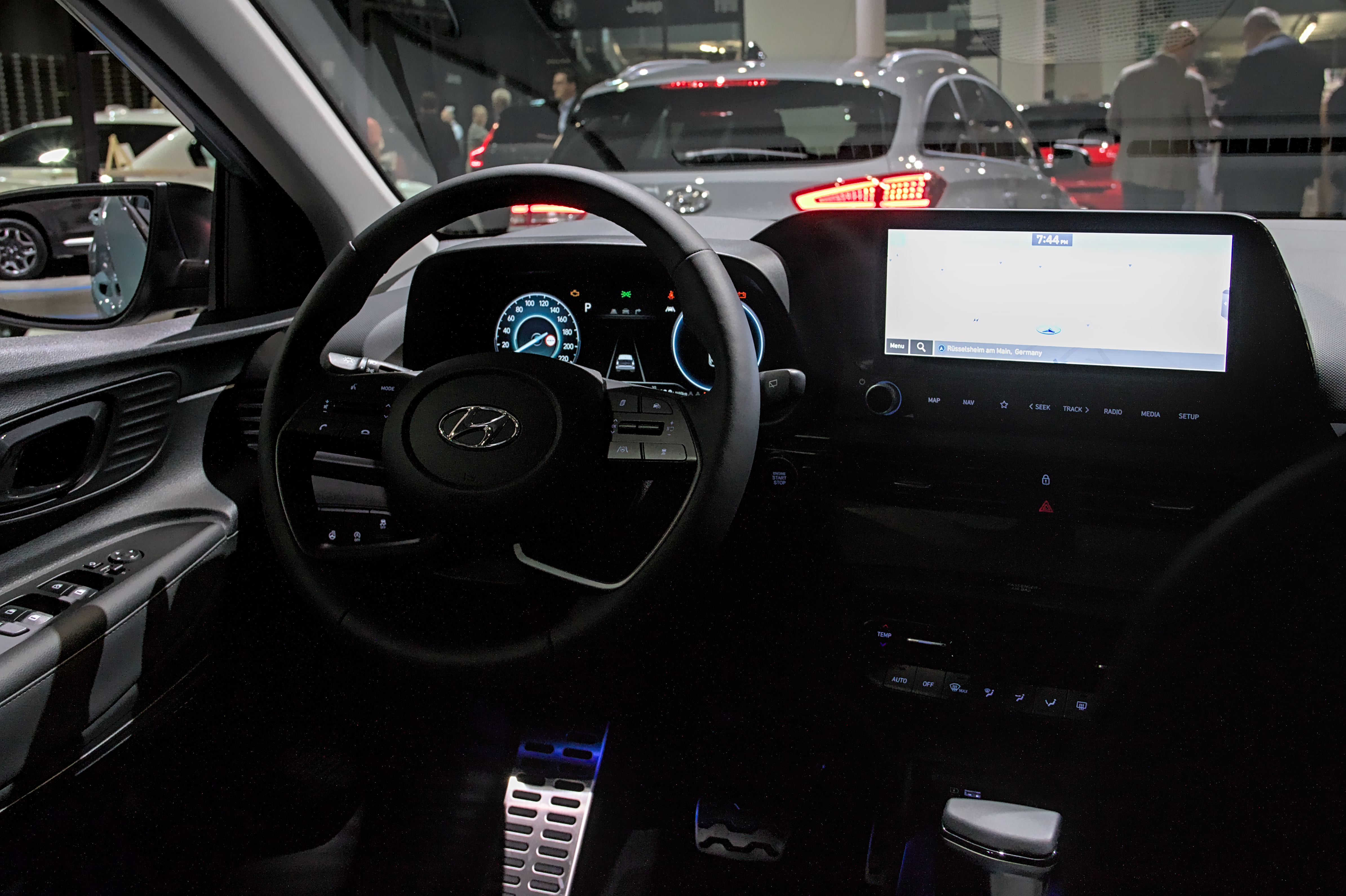

Представлений в березні 2021 року, це найменший кросовер в європейській лінійці Hyundai.
Назва автомобіля - це відсилка до міста Байонна у Франції.

Рестайлінг Bayon був представлений 18 січня 2024 року. Зміни включають нові передні денні ходові вогні, які охоплюють верхню передню панель, оновлену передню частину, оновлені передній і задній бампери, новий дизайн легкосплавних дисків, а також додані елементи інтер’єру та безпеки. 

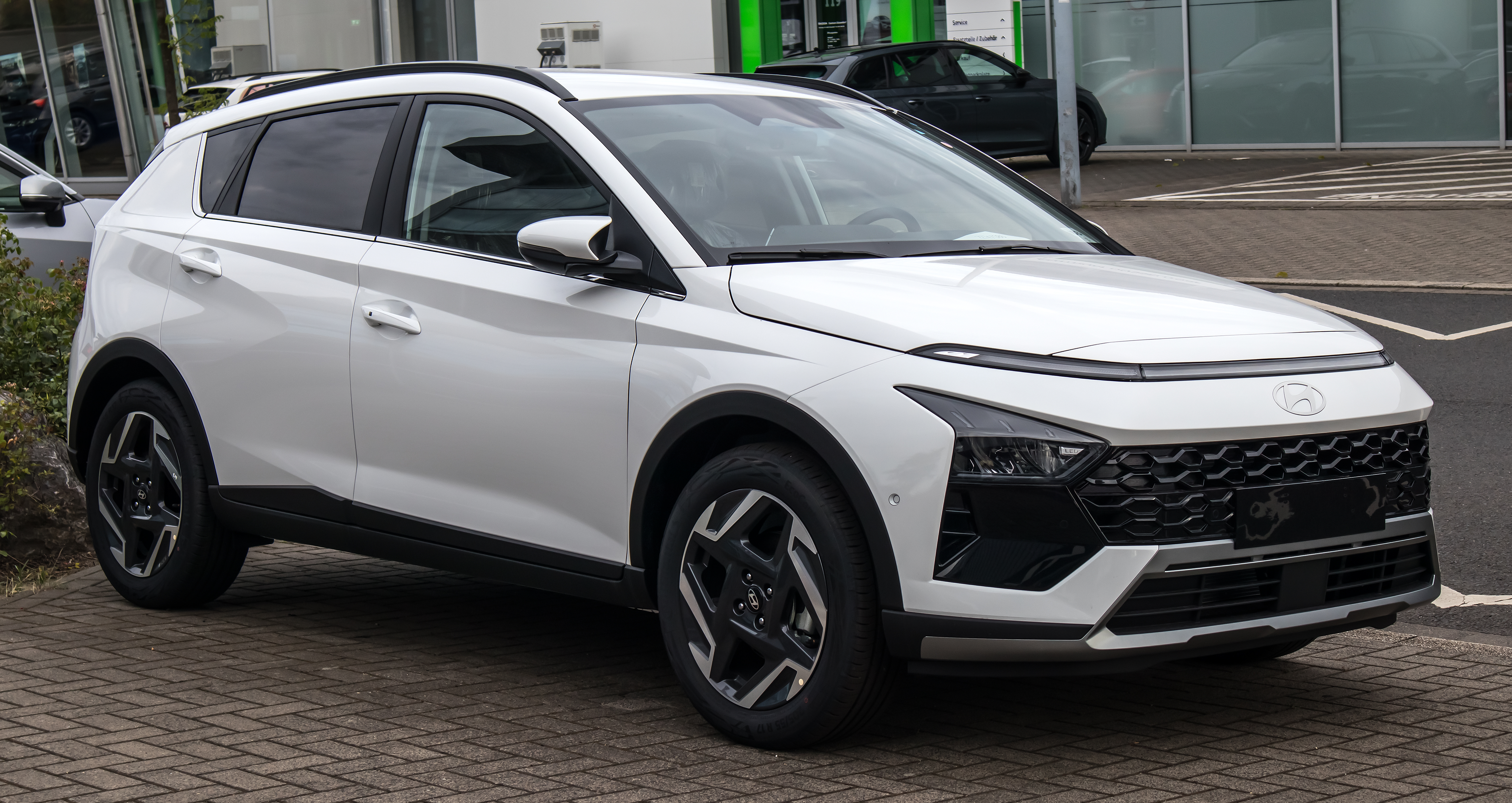
Hyundai Bayon (з 2024)
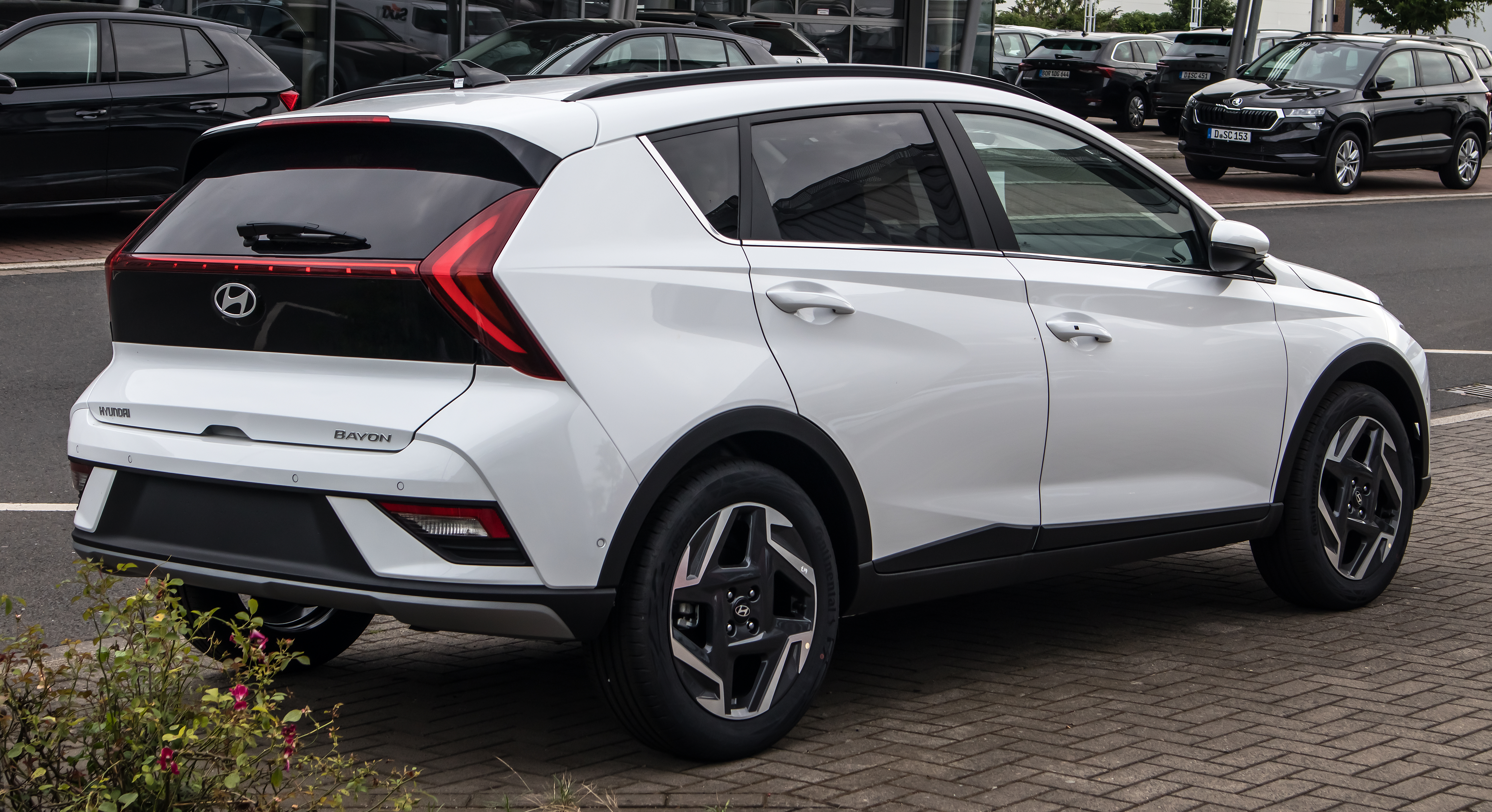

## Двигуни
- 1,0 л Smartstream G1.0 T-GDi (м'який гібрид)
- 1,2 л  Smartstream G1.2 MPi (бензин)
- 1,4 л Kappa II MPi (бензин)